# Ördögigafa
Ördögigafa ist der Name einer Buche (Fagus sylvatica)  in einem Forst etwa fünf Kilometer (Luftlinie) südlich der Stadt Sümeg, an der Westgrenze des Komitat Veszprém in Ungarn.
Dieser Baum ist ein Naturdenkmal und wird wegen seiner absonderlichen Form auch im Volksmund der „Teufelsbesen“ genannt.
Der Baum ist ungefähr einhundert Jahre alt, sein Stammdurchmesser beträgt fast drei Meter und  seine Höhe 31 Meter. Er ist etwas nach Osten geneigt, besonders kurios und auffällig ist seine Gestalt. Der Baum ist dem Anschein nach aus mehreren benachbarten Trieben (wahrscheinlich durch Stockausschlag) zusammengewachsen, somit bildet er einen bodennahen Durchschlupf. Doch bereits in drei Meter Höhe verzweigt sich der Baum in drei Hauptstämme mit zahlreichen Ästen.
Unweit südlich des Baumes markiert die „Quelle von Sarvaly“ eine mittelalterliche  Dorfstelle.

## Weblink
- György Pósfai: Ördögiga-fa. Fagus (bükk). In: Magyarország legnagyobb fai (= Ungarns größte Bäume). (ungarisch, englisch).

Koordinaten: 46° 55′ 49,1″ N, 17° 17′ 46,3″ O